# Rachycentron canadum
Famille
Genre
Espèce
La famille des Rachycentridae est constituée d'un seul genre, Rachycentron, et d'une seule espèce, Rachycentron canadum dite Cobia. En Afrique de l'Ouest francophone, son nom vernaculaire est Mafou.

## Description

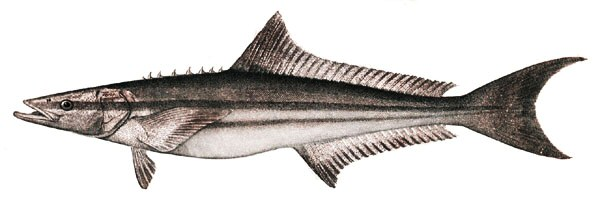
Rachycentron canadum

Poisson fusiforme ayant une ressemblance frappante avec le requin ou le rémora qui aime se mettre "à l'ombre" des grands requins, des raies et des baleines. Le Cobia peut atteindre au maximum 2 m de long et 68 kg. Sa taille commune est de 1,1 m.

## Habitat
Appelé saumon noir ou mangeur de crabes, le cobia est un poisson pélagique qui vit dans les eaux tropicales et subtropicales. Solitaire, il habite les fonds vaseux, sableux et rocheux, près des récifs et des mangroves.

## Alimentation
Il se nourrit de crabes, de poissons et de calamars.

## Reproduction
Il se reproduit durant les mois chauds et forme alors des agrégations importantes. L'âge de maturité du Cobia ou Mafou est de 2-3 ans. La taille de maturité des mâles est de 60-65 cm et la taille de maturité des femelles est de 80 cm. La reproduction est ovipare et la femelle pond de 1 935 000 à 5 439 000 œufs par an. Sa longévité est de 15 ans.

## Exploitation / Pisciculture
Il fait partie des espèces qui lorsqu'élevées en enclos de pleine mer, et sans intrants ni additifs chimiques, et avec une certaine proportion de protéines végétales peuvent prétendre dans certains pays au label bio (aquaculture biologique). En 2019, 48 163 t ont été élevés en bassin d'aquaculture (source FAO).
Sauvage, il se capture surtout en calée et plus rarement en traîne. En 2019, 15 316 t ont été pêchés (source FAO).

## Cuisine
Cuisinée crue, sa chair est moelleuse et juteuse, réputée comparable au thon Toro ou au bar de mer du Chili; cuite, elle est floconneuse, bien blanche et savoureuse.

Le Cobia peut être frit, poché, étuvé ou servi en potage. Cependant, certains chefs estiment qu'il est à son meilleur tout simplement poêlé.
Le Cobia est apprécié des gastronomes japonais pour sa chair blanche, ferme et goûteuse qui se prête bien au sashimi. Le Cobia commence à être présent dans les restaurants français en 2015.